# Gle Kareueng Heng
Gle Kareueng Heng är ett berg i Indonesien.   Det ligger i provinsen Aceh, i den västra delen av landet, 1 800 km nordväst om huvudstaden Jakarta. Toppen på Gle Kareueng Heng är 480 meter över havet.
Terrängen runt Gle Kareueng Heng är huvudsakligen kuperad.Runt Gle Kareueng Heng är det glesbefolkat, med 11 invånare per kvadratkilometer. I omgivningarna runt Gle Kareueng Heng växer i huvudsak städsegrön lövskog.